# Битва під Сокалем (1519)
Би́тва під Со́калем — перемога кримського війська над польсько-литовсько-руським військом під проводом князя Костянтина Острозького, великого гетьмана Литовського, 2 серпня 1519 року.

## Перебіг
1519 року 20-тисячна орда із сином кримського хана Мехмед Ґерая Багатур Ґераєм на чолі вторглася на Галичину, грабуючи воєводства Руське, Белзьке і Люблінське. Три тисячі коронного війська (посполите рушення під проводом великого маршалка коронного Станіслава Ходецького та подільського воєводи Марціна Каменецького) не змогли її стримати.
До війська приєдналося посполите рушення («служба земська») з Волині під проводом князя Костянтина Острозького та коронні війська на чолі з великим гетьманом коронним Миколаєм Фірлеєм, так що загальна кількість польсько-литовсько-руського війська зросла до 7000. У битві прійняли участь три брати князі Корецькі — Василь, Лев та Олександр.
Острозький і Фірлей зустріли ворога під спаленим кримцями Сокалем, що в Белзькому воєводстві. Князь не хотів давати бою, зважаючи на велику чисельну перевагу супротивника та на те, що довелося б давати бій у незручному, тісному місці. Коронярі відкинули його пораду, і серед руїн Сокаля 2 серпня відбулася битва, у якій кримські татари здобули перемогу.
К. Острозький радив почекати, поки частина кримських військ переправиться за Буг, щоб побити кримських татар по частинах, або принаймні почекати з битвою до приходу військ оборони поточної, які вів до Сокаля Ян Творовський.
Проте командувачі вирішили провести битву на лівому березі Бугу, не чекаючи на переправу кримців. Коронні війська, засипані градом татарських стріл не змогли розвернутися у бойовий порядок і зазнали при тому серйозних втрат. Побачивши це, князь Костянтин Острозький переправив своїх солдатів іншим бродом і зв'язав кримців боєм, що дозволило нарешті розвернутися до битви. Оскільки кримці мали значну кількісну перевагу, а терен був важким для дій лицарської кінноти, коронні війська були обійдені з флангу. Наприкінці більшості польських і литовських вояків удалося пробитися з оточення і відійти, але це не змінює факту, що вони були дуже побиті. На польсько-литовському боці полягло аж 1200 солдатів, у тому числі загинув син гетьмана Фірлея. Героїчно загинули три брати князі Корецькі. Переможці також зазнали значних втрат.
На відміну від попередніх кримських походів, коли кримський хан відмежовувався від дій його підданих (як, наприклад, після битви під Лопушним), цього разу хан Мехмед I Ґерай визнав, що розірвав союз із королем Сигізмундом I, виправдовуючи свої дії збитками, завданими Криму від походів українських козаків, що доходили аж під Очаків. Для відновлення миру хан зажадав нових «упоминків» та пропонував свої послуги проти Московського князя, з яким Литва вела війну.

## Загинули
Фридерик Гербурт,

## Згадки в джерелах
- Київський літопис

Рок АФ̃ФІ [1519]: татарє с поляками зрадившис под Сакалєм на голову нш̃их поразили, а других в Бугу потопили.